# Dobrada (kommun)
Dobrada är en kommun i Brasilien.   Den ligger i delstaten São Paulo, i den sydöstra delen av landet, 600 km söder om huvudstaden Brasília. Antalet invånare är 7 941.
Följande samhällen finns i Dobrada:
- Dobrada

Trakten runt Dobrada består till största delen av jordbruksmark. Runt Dobrada är det ganska tätbefolkat, med 160 invånare per kvadratkilometer.